# الئونورا رومانوا
الئونورا رومانوا (روسی: Элеоно́ра Алексе́евна Рома́нова؛ زادهٔ ۱۷ اوت ۱۹۹۸) ژیمناست ریتمیک اهل اوکراین است.